# BBS運動
BBS運動（ビービーエスうんどう、Big Brothers and Sisters Movement) は、日本の青年ボランティア運動。その運動団体はBBS会と呼ばれ、法務省所管の更生保護制度における民間協力者（更生保護ボランティア）の一つに位置付けられる。「犯罪や非行のない明るい社会の実現」を理念に掲げ、「非行や生きづらさを抱えた少年たち」を対象としたメンタリング活動などを行っている。

## 概要
日本のBBS運動は、メンタリング運動の歴史的起源とされるアメリカのBBBS運動（英語: Big Brothers Big Sisters）が日本に紹介され、表記を若干変えて独自の発展を遂げたものとして理解されている。
同じく更生保護ボランティアである保護司会とは関係が近いほか、更生保護施設や更生保護女性会とつながりが深い地区もある。
平成26年度の内閣府世論調査結果では、一般国民のBBS会に対する認知度は1.6％にすぎないものの、更生保護に関係する青年ボランティア団体としては一定の認知度を有するものであると長谷川（2012）は評価している。

## 歴史
日本においては1947年に運動が始まったとされる。

## 組織
NPO法人日本BBS連盟を頂点として、地方更生保護委員会に対応する形で8つの地方BBS連盟、さらに50の都府県BBS連盟が存在し、約500の地区BBS会が全国各地で活動を行っている。地区BBS会は保護司法に基づく保護区や地方自治体の行政区域を単位として組織されるほか、大学単位で組織される場合などもあり、そうした地区BBS会は特に学域BBS会と呼ばれる。

## 活動
日本BBS連盟による「BBS運動基本原則」では、BBS活動は次の4つの「基本的な柱」に分類されている。2023年に従来の3領域（ともだち活動、非行防止活動、研さん活動）から整理された。
ともだち活動
「BBS運動を特色づけてきた重要な活動」と位置付けられている。「非行のある少年など生きづらさを抱える子ども・若者に対し、一定期間継続して（継続性）個別的に寄り添い（個別性）、それぞれの立ち直りや再チャレンジを支え」る活動であり、いわゆるメンタリング活動にあたる。
健全育成活動
「特定の個人ではなく、子ども・若者に広く働きかけていく活動」。「子ども食堂、居場所づくり、寺子屋活動など地域に開かれた活動」や「少年院、児童養護施設、里親（養育家庭）、不登校支援団体等と連携して、遊び相手になったり、学習支援を行う」といった活動が例示されている。
広報・啓発活動
「“社会を明るくする運動”などを通して、広く地域社会に対して広報・啓発活動を行う」もの。
自己研鑽活動
「子ども・若者との相互理解に必要な心構え、活動の充実に必要な知識や技術の習得・向上を目的とする活動」。